# Björntjärnen (Malungs socken, Dalarna, 674485-140046)
Björntjärnen är en sjö i Malung-Sälens kommun i Dalarna och ingår i Dalälvens huvudavrinningsområde.